# 10789 Mikeread
10789 Mikeread (1991 VL10) là một tiểu hành tinh vành đai chính được phát hiện ngày 5 tháng 11 năm 1991 bởi Spacewatch ở Kitt Peak. Nó được đặt theo tên Mike Read, an engineer ở that facility.